# Сентрейлия (Вашингтон)
Сентрейлия (англ. Centralia) — городок, расположенный в округе Льюис, штат Вашингтон, США. Имел население 16 336 жителей по переписи 2010 года.

## История
Во времена пионеров-первооткрывателей место, где позже возникнет Сентрейлия было остановкой для дилижансов, курсирующих между пунктами Калама и Такома, затем — между рекой Колумбия и Сиэтлом. Населённый пункт здесь был основан в 1875 году афроамериканцем Джорджем Вашингтоном и назывался Сентервилль, а под названием Сентрейлия официально зарегистрирован 3 февраля 1886 года.
 11 ноября 1919 года в городке произошло кровавое столкновение («Резня в Сентрейлии») между участниками парада Американского легиона, праздновавшими годовщину Дня перемирия и вобблис (членами организации «Индустриальные рабочие мира»). В результате несколько человек погибли или были ранены; вобблис были изгнаны из городка, а некоторые из них — посажены в тюрьму.

## Знаменитости
В Сентрейлии родился и провёл детские годы великий американский хореограф Мерс Каннингем.